# Lanceoppia talacrensis
Lanceoppia talacrensis är en kvalsterart som beskrevs av Monson 2000. Lanceoppia talacrensis ingår i släktet Lanceoppia och familjen Oppiidae. Inga underarter finns listade i Catalogue of Life.